# بیل آمور
بیل آمور (انگلیسی: Bill Amor; ۶ نوامبر ۱۹۱۹ – ۱ مه ۱۹۸۸ (aged 68)) بازیکن فوتبال اهل بریتانیا بود.
از باشگاه‌هایی که در آن بازی کرده‌است می‌توان به باشگاه فوتبال متروپولیتان پلیس و باشگاه فوتبال ردینگ اشاره کرد.
وی همچنین در تیم ملی فوتبال تیم فوتبال المپیک بریتانیای کبیر بازی کرده‌است.